# Toyota New Global Architecture

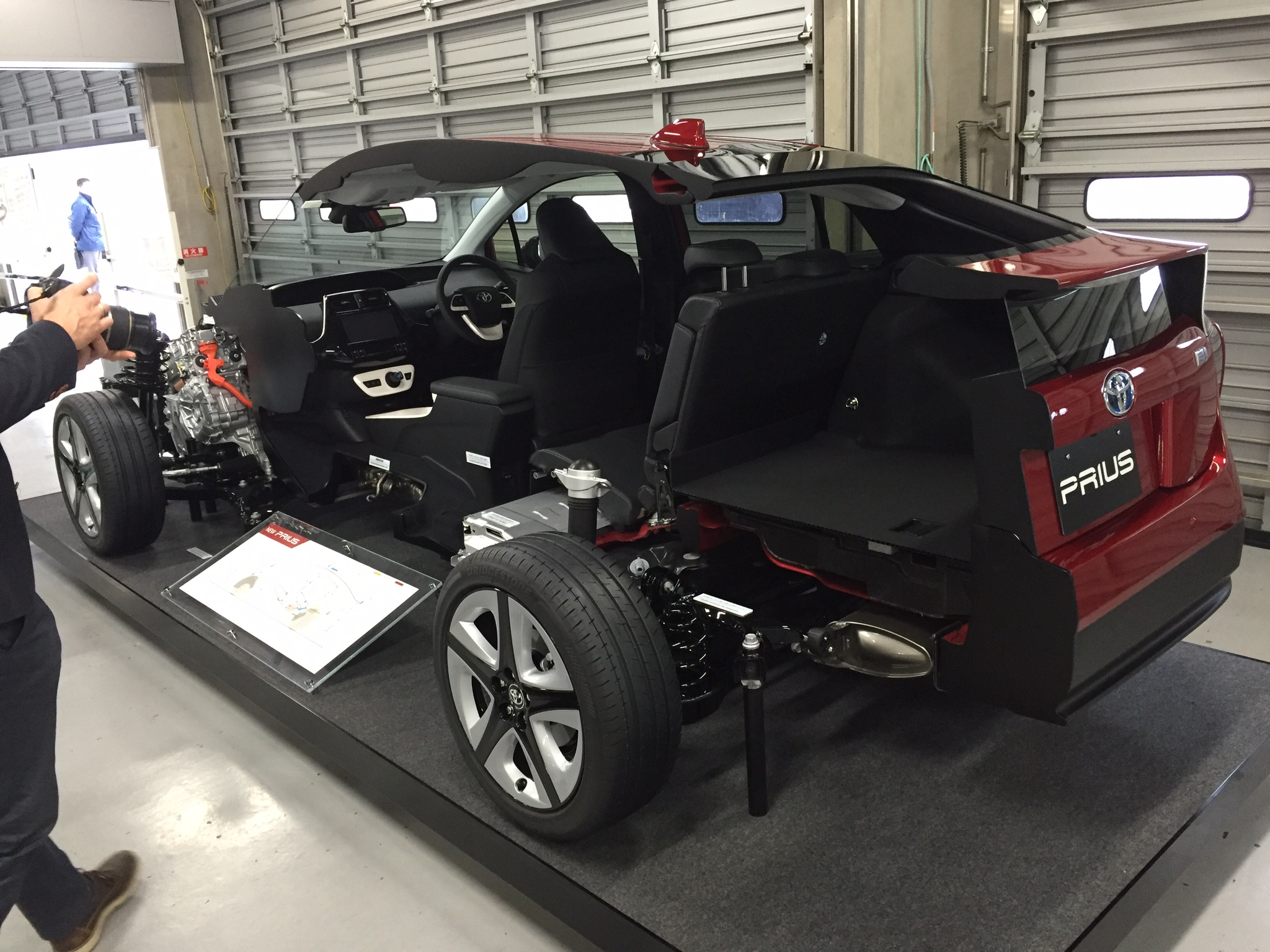
Автомобиль Toyota Prius с платформой TNGA, Токийский автосалон 2016 года

Toyota New Global Architecture (сокр. TNGA) — новая глобальная модульная архитектура компании Toyota для создания платформ и силовых агрегатов новых автомобилей, представленная в 2015 году.

## История
О планах по разработке новой глобальной архитектуры стало известно из ежегодного отчёта Toyota Motor Corporation за 2012 год. Toyota Prius четвёртого поколения стал первым автомобилем Toyota, построенным на глобальной архитектуре TNGA. Мировая премьера Toyota Prius четвёртого поколения состоялась в Лас-Вегасе, США, 8 сентября 2015 года.

## Преимущества
Переход к архитектуре TNGA позволил сделать производство автомобилей более эффективным. Общая для всех моделей архитектура позволяет сократить количество одновременно используемых в производстве узлов и агрегатов. Оптимизация линейки компонентов высвобождает временные и денежные ресурсы и упрощает задачу контроля качества, что положительно сказывается на надёжности автомобиля. Сокращение номенклатуры деталей и узлов делает производственный процесс более гибким. Для перенастройки производственной линии под выпуск новой модели требуется меньше времени и ресурсов. Высвобожденные ресурсы используются для разработки новых автомобилей. Унификация технической части проектирования позволяет уделить больше внимания дизайну экстерьера и интерьера.

## Технологические особенности

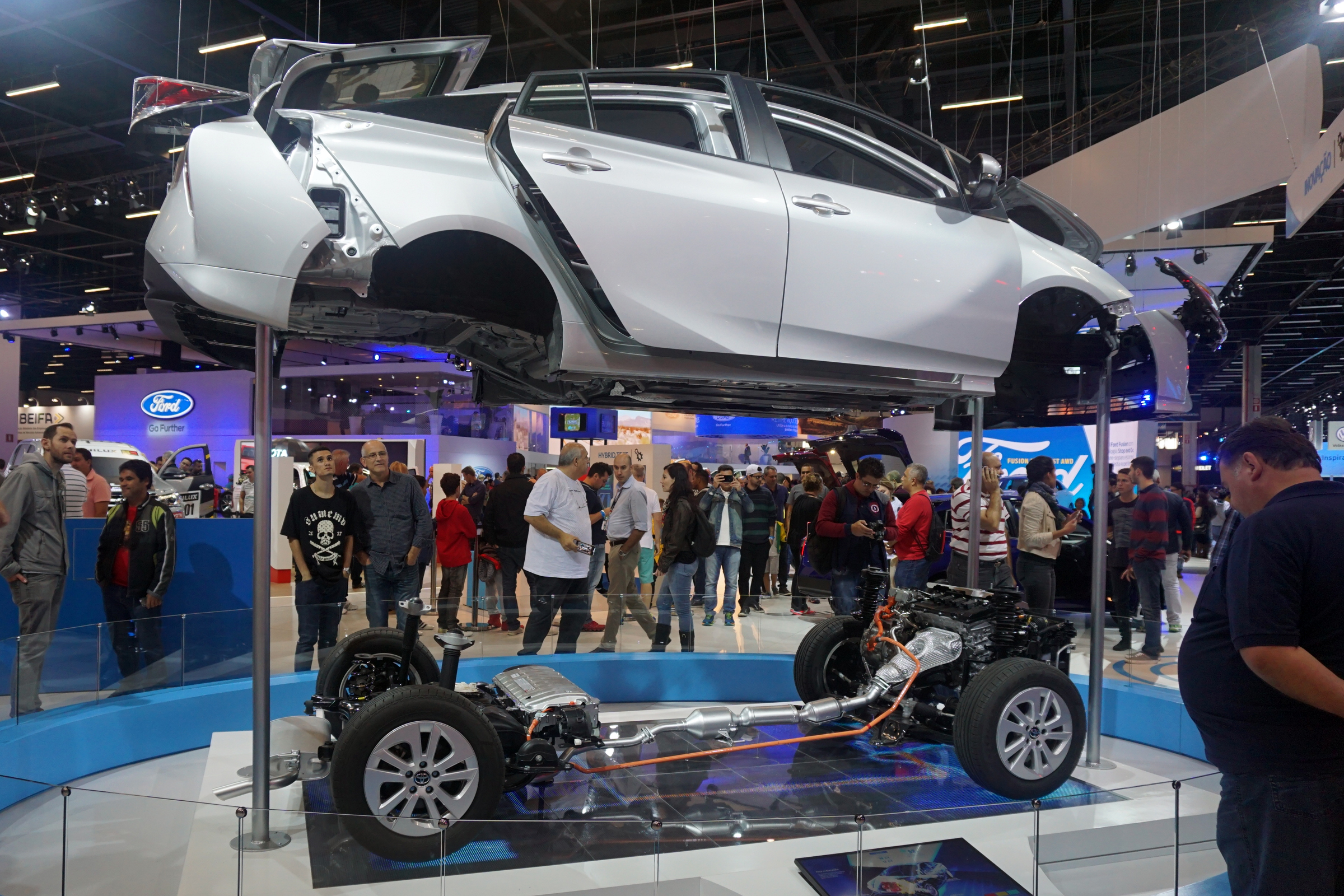
Демонстрация технологии на Toyota Prius, Сан-Паулу, 2016 год

Модульная архитектура предоставляет возможность проектировать автомобили различных рыночных сегментов. В рамках общей концепции возможно создание моделей с различной компоновкой силовых агрегатов, с передним, задним или полным приводом. Модульный подход к проектированию двигателей обеспечивает возможность создания широкой линейки лёгких и компактных силовых агрегатов разного рабочего объёма и мощности на базе стандартных компонентов.
Новая архитектура позволила увеличить жёсткость силовой структуры кузова. Проектирование платформы для каждой новой модели ведётся индивидуально, что даёт возможность оптимизировать размещение узлов внутри силовой структуры. Благодаря этому удаётся добиться снижения центра тяжести и общей высоты автомобиля и более эффективно распределить нагрузку на оси.

## Автомобили

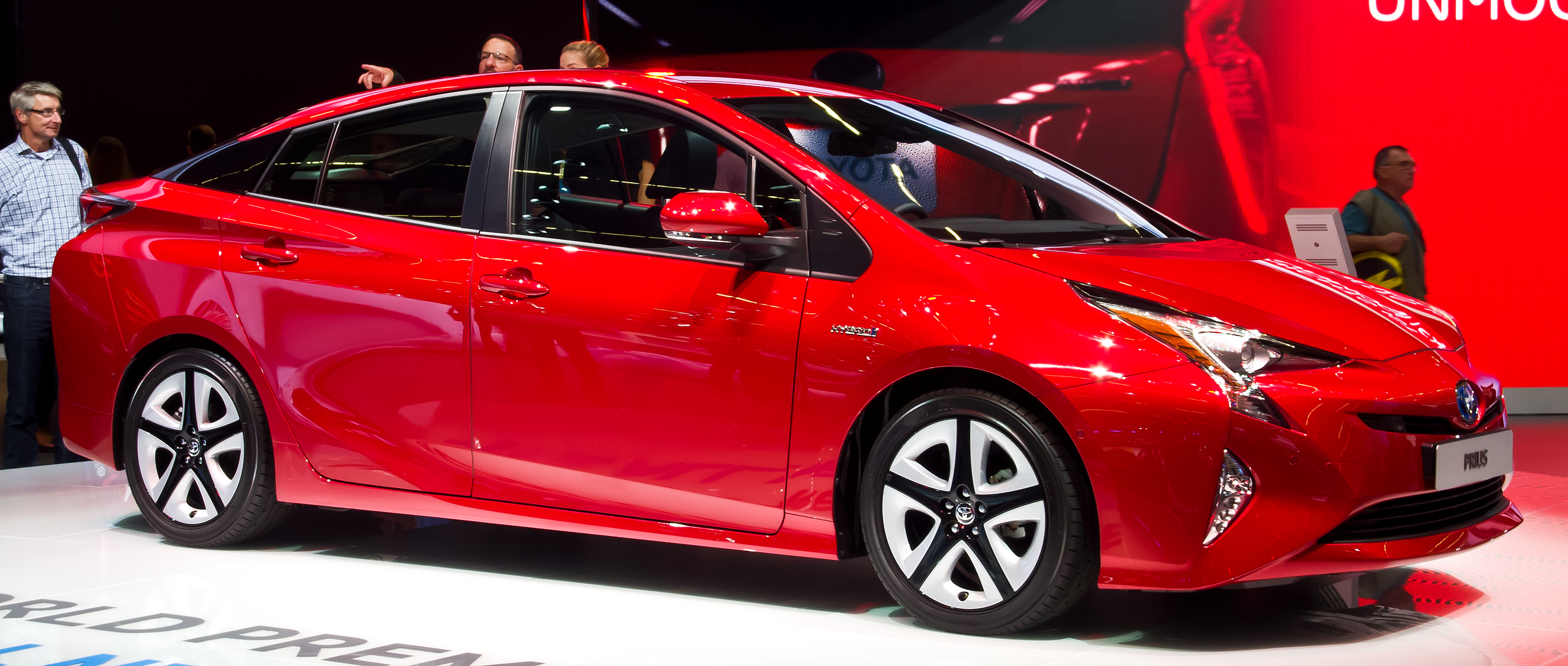
Toyota Prius (пятое поколение)

Помимо Toyota Prius четвёртого поколения по состоянию на начало 2017 года также представлены модели Toyota C-HR, и восьмое поколение Camry. Кроме того, архитектура может быть использована для создания бюджетных моделей под брендом Daihatsu.
Поставки в Россию гибридного Toyota Prius начались 15 марта 2017 года.

## Дальнейшее развитие TNGA
К 2021 году Toyota планирует вывести на рынок линейку новых двигателей, трансмиссий и гибридных силовых установок, разработанных для автомобилей на основе новой модульной архитектуры TNGA.